# Округ Вашингтон (Тенеси)
Округ Вашингтон (енгл. Washington County) је округ у америчкој савезној држави Тенеси.

## Демографија
По попису из 2010. године број становника је 122.979, што је 15.781 (14,7%) становника више него 2000. године.
| Група             | 2000.          | 2010.           |
| Белци             | 99.578 (92,9%) | 110.902 (90,2%) |
| Афроамериканци    | 4.091 (3,8%)   | 4.814 (3,9%)    |
| Азијати           | 782 (0,7%)     | 1.466 (1,2%)    |
| Хиспаноамериканци | 1.482 (1,4%)   | 3.633 (3,0%)    |
| Укупно            | 107.198        | 122.979         |